# 권번
권번(券番)은 일제강점기 시대에 기생들의 활동을 중개하고 수수료를 받았던 일종의 상업 조직을 말한다. 1915년 이전에는 기생조합(妓生組合)이라는 이름으로 불렸다.

## 역사

### 기생조합
1908년 일제는 〈기생단속령〉과 〈창기단속령〉을 공포하며, 춤과 노래를 공연하는 '기생'(妓生)과 성매매를 하는 '창기'(娼妓)로 구분지었다. 기생으로 영업하기 위해서는 경찰청에 신고하여 허가증을 받아야 했으며, 경찰청의 지시에 따라 조합을 설립해야 한다고 규정하였다. 이에 따라 기생조합이 설립되었는데, 초창기 기생조합은 유명 요릿집과 계약을 맺어 기생의 놀음을 중개하고 수수료를 받는 형식이었다. 기생들은 기생조합의 중개로 도시 요리관과 같은 상업적 공간에서 영업을 하고 시간당 대가를 받는 형식으로 노동에 대한 물질적 보상을 받게 되었다.
경성에서는 1913년 지방 출신의 향기로 남편이 없는 기생을 모아 설립한 다동조합(茶洞組合)과 경성 출신의 경기로 남편이 있는 기생을 모아 설립한 광교조합(廣橋組合)이 설립되었다.

### 권번
1915년부터 일본식 표현인 '권번'(券番)으로 이름이 바뀌었다. 다동조합은 '조선권번'으로, 광교조합은 '한성권번'으로 이름이 바꾸었으며, 낙원동에 종로권번이 신설되고 이 세 권번이 경쟁하면서 명창들을 배출하였다. 1942년에는 세 권번의 주주가 병합해 삼화권번이라는 이름으로 발족하기에 이르렀다. 경성 외에도 광주, 남원, 달성, 경주, 개성, 함흥 등의 지방에서도 권번이 설립되었고, 특히 평양에 설립된 기성권번이 널리 알려졌다.

## 운영
권번은 주식회사 제도로 운영되었으며 일제가 그 관리를 주도하였다. 일제가 권번을 관리하기 쉽게 하고, 권번을 이용하는 일본인이 많아지면서 운영 면에서 편리를 취하기 위함이었다. 따라서 권번과 기생의 관계는 경제적 시각으로 본다면 일종의 사업체와 직원과도 같은 것이었다. 권번이 하는 기능은 모든 교육과정을 수료한 기생들이 요정에 나가는 것을 지휘하고 감독하는 것이었으며, 수수료를 챙기는 것에서 더 나아가 기생 양성 과정을 만들고 기생들의 수익을 나누었던 것이었다.
권번의 교육 과정으로는 판소리 (여창가곡, 가사, 시조, 남도소리, 잡가 등), 기악 (가야금, 거문고, 양금, 장구 등), 궁중무용, 민속무용, 서양댄스, 서화, 예법 등이 있었으며 기생으로서 필수적인 예능은 물론 일반교양까지 포괄하는 다양한 내용으로 수업이 진행되었다. 이러한 식으로 권번은 전통 예술과 대중들에게 인기높은 과목을 집중 교육시켜 요릿집 무대에 출연시켰고, 기생들이 기예를 통해 인지도를 높여나가는 중심 역할을 맡게 되었다. 권번에서는 요릿집에 매일 '초일기' (草日記)라는 이름의 기생 명단을 보내 단골손님이 아니더라도 기생을 부를수 있게 했고, 예약도 받았는데 일류 명기는 일주일 전에 예약해야 할 정도로 인기가 높았다.

## 같이 보기
- 기생